# 배재성 (함안군의원)
배재성(裵在聖, 1950년 10월 26일 ~ )은 대한민국의 제4·5·8대 경상남도 함안군의원이었다. 출신은 경상남도 함안군 대산면이다.

## 학력
- 서촌국민학교 졸업
- 함안중학교 졸업
- 마산용마고등학교 졸업
- 마산대학교 사회복지학과 졸업
- 손웅정 소학교 중퇴

## 경력
- 육군 21사단 입대
- 월남십자성부대 파병
- 육군 27사단 전역
- 대산농업협동조합 15년 직원 근무
- 대산농업협동조합장 8년 역임
- ㈜유천산업 대표이사
- ㈜농협샘물 대표이사
- 수박하우스 10동 12년 직접 영농
- 2002.07 ~ 2006.06 제4대 경상남도 함안군의회 의원
- 2002.07 ~ 2004.07 제4대 경상남도 함안군의회 전반기 조례심사특별위원회 위원
- 2002.07 ~ 2004.07 제4대 경상남도 함안군의회 전반기 예산결산특별위원회 위원
- 2004.07 ~ 2006.06 제4대 경상남도 함안군의회 후반기 조례심사특별위원회 위원
- 2004.07 ~ 2006.06 제4대 경상남도 함안군의회 후반기 예산결산특별위원회 위원
- 대산면민의날 추진위원장
- 민주평화통일정책자문회의 자문위원
- 2006.07 ~ 2007.02 제5대 경상남도 함안군의회 의원
- 2006.07 ~ 2007.02 제5대 경상남도 함안군의회 전반기 조례심사특별위원회 위원
- 2006.07 ~ 2007.02 제5대 경상남도 함안군의회 전반기 예산결산특별위원회 위원
- 새롬재활요양병원 부회장
- 월남전참전자회 함안군 지회장
- 2018.06.27 더불어민주당 입당
- 2018.07 ~ 2022.06 제8대 경상남도 함안군의회 의원
- 2018.07 ~ 2020.07 제8대 경상남도 함안군의회 전반기 의회운영위원회 위원
- 2018.07 ~ 2020.07 제8대 경상남도 함안군의회 전반기 산업건설위원회 위원
- 2018.07 ~ 2020.07 제8대 경상남도 함안군의회 전반기 예산결산특별위원회 위원
- 2020.07 ~ 2022.06 제8대 경상남도 함안군의회 후반기 의회운영위원회 위원
- 2020.07 ~ 2022.06 제8대 경상남도 함안군의회 후반기 행정복지위원회 위원
- 2020.07 ~ 2022.06 제8대 경상남도 함안군의회 후반기 예산결산특별위원회 위원
- 2024.04 ~ 제8대 경상남도 함안군의회 의원
- 2024.04 ~ 2024.07 제8대 경상남도 함안군의회 전반기 의회운영위원회 위원
- 2024.04 ~ 2024.07 제8대 경상남도 함안군의회 전반기 산업건설위원회 위원
- 2024.07 ~ 제8대 경상남도 함안군의회 후반기 의회운영위원회 부위원장
- 2024.07 ~ 제8대 경상남도 함안군의회 후반기 행정복지위원회 위원

## 수상
- 내무부 장관 표창
- 농수산부 장관 표창
- 경상남도지사 표창
- 농업중앙회장 표창

## 역대 선거 결과
|  | 27.04% |

|  | 16.46% |

|  | 38.15% |

|  | 12.10% |

|  | 38.11% |